# Isoetes occidentalis
Isoetes occidentalis là một loài dương xỉ trong họ Isoetaceae. Loài này được L.F. Hend. mô tả khoa học đầu tiên năm 1900.